# Mount Walcott
Mount Walcott ist ein 2155 m hoher, überwiegend eisfreier Berg im westantarktischen Marie-Byrd-Land. Er ragt rund 4 km östlich des Mount Powell im östlichen Abschnitt der Thiel Mountains auf.
Peter Bermel und Arthur B. Ford, die gemeinsam eine Expedition des United States Geological Survey von 1960 bis 1961 in die Thiel Mountains leiteten, benannten ihn nach dem US-amerikanischen Paläontologen Charles Walcott (1850–1927), dritter Direktor des Survey von 1894 bis 1907.